# Plukenetia decidua
Plukenetia decidua är en törelväxtart som beskrevs av L.J.Gillespie. Plukenetia decidua ingår i släktet Plukenetia och familjen törelväxter. Inga underarter finns listade i Catalogue of Life.